# 렌체보그르스코

렌체보그르스코의 위치

렌체보그르스코(슬로베니아어: Renče-Vogrsko, 이탈리아어: Ranziano-Voghersca 란치아노보게르스카[*], 독일어: Rentschach-Ungersbach 렌차흐웅게르스바흐[*])는 슬로베니아의 도시로 면적은 29.5km2, 높이는 51m, 인구는 4,102명(2002년 기준), 인구 밀도는 139.1명/km2이다.